# Thanh Bình (huyện)
Thanh Bình là một huyện cũ nằm ở phía bắc tỉnh Đồng Tháp, Việt Nam.

## Địa lý
Huyện Thanh Bình cách thành phố Cao Lãnh 25 km về hướng tây bắc, có vị trí địa lý:
- Phía đông giáp huyện Cao Lãnh
- Phía tây giáp huyện Phú Tân, tỉnh An Giang qua sông Tiền
- Phía nam giáp huyện Chợ Mới, tỉnh An Giang qua sông Tiền
- Phía bắc giáp huyện Tam Nông và huyện Hồng Ngự.

Huyện có diện tích 341 km², dân số năm 2019 là 134.903 người, mật độ dân số đạt 396 người/km².

## Hành chính
Huyện Thanh Bình có 13 đơn vị hành chính cấp xã trực thuộc, bao gồm thị trấn Thanh Bình (huyện lỵ) và 12 xã: An Phong, Bình Thành, Bình Tấn, Phú Lợi, Tân Bình, Tân Hòa, Tân Huề, Tân Long, Tân Mỹ, Tân Phú, Tân Quới, Tân Thạnh.
| Đơn vị hành chính cấp xã  |  |  |  |  |  |  |  |  |  |  |  |  |  |
| ------------------------- |  |  |  |  |  |  |  |  |  |  |  |  |  |
| Diện tích (km²)           |  |  |  |  |  |  |  |  |  |  |  |  |  |
| Dân số (người)            |  |  |  |  |  |  |  |  |  |  |  |  |  |
| Mật độ dân số (người/km²) |  |  |  |  |  |  |  |  |  |  |  |  |  |
| Số đơn vị hành chính      |  |  |  |  |  |  |  |  |  |  |  |  |  |

## Lịch sử

### Thời phong kiến
Vào thời nhà Nguyễn độc lập, vùng đất Thanh Bình và Tam Nông ngày này nằm trong tổng Phong Thạnh, huyện Kiến Đăng, phủ Kiến An, tỉnh Định Tường. Năm Minh Mạng thứ 19 (1838), lập một phủ mới mang tên là phủ Kiến Tường, trích huyện Kiến Đăng thành 2 huyện Kiến Đăng và Kiến Phong cho vào phủ Kiến Tường. Lúc này, hai tổng Phong Thạnh và Phong Phú cùng thuộc huyện Kiến Phong, phủ Kiến Tường, tỉnh Định Tường. Riêng toàn bộ địa phận cù lao Tây lúc bấy giờ thuộc thôn Tân Hưng, tổng An Lương, huyện Đông Xuyên, phủ Tuy Biên, tỉnh An Giang.

### Thời Pháp thuộc
Sau khi chiếm hết được ba tỉnh miền Đông Nam Kỳ vào năm 1862, thực dân Pháp dần xóa bỏ tên gọi tỉnh Định Tường và tỉnh An Giang cùng hệ thống hành chính phủ huyện cũ thời nhà Nguyễn, đồng thời đặt ra các hạt Thanh tra. Lúc bấy giờ, hạt Thanh tra Kiến Tường được thành lập trên địa bàn huyện Kiến Phong thuộc phủ Kiến Tường, tỉnh Định Tường cũ. Trụ sở hạt Thanh tra Kiến Tường đặt tại Cao Lãnh. Lúc đầu, hạt Thanh tra tạm gọi tên theo tên các phủ huyện cũ, sau mới đổi tên gọi theo địa điểm đóng trụ sở. Về sau, trụ sở được dời từ Cao Lãnh (thuộc thôn Mỹ Trà) đến Cần Lố (thuộc thôn Mỹ Thọ). Chính vì vậy, hạt Thanh tra Kiến Tường cũng được đổi tên thành hạt Thanh tra Cần Lố; bao gồm 3 tổng: Phong Hòa, Phong Phú và Phong Thạnh. Còn vùng đất cù lao Tây lúc bấy giờ thuộc tổng An Lương, hạt Thanh tra Châu Đốc và sau này từ một thôn Tân Hưng được chia ra thành ba làng mới là Tân Huề, Tân Quới, Tân Long.
Ngày 20 tháng 9 năm 1870, giải thể hạt Thanh tra Cần Lố, đưa hai tổng Phong Hòa và Phong Phú vào hạt Thanh tra Cái Bè; đồng thời đưa tổng Phong Thạnh qua hạt Thanh tra Sa Đéc.
Ngày 5 tháng 6 năm 1871, giải thể hạt Thanh tra Cái Bè nhập vào địa bàn hạt Thanh tra Mỹ Tho. Đồng thời, địa bàn tổng Phong Thạnh cũng được chia cho 3 hạt thanh tra Châu Đốc, Long Xuyên và Sa Đéc. Hạt thanh tra Long Xuyên lấy địa phận các làng Tân Phú, Tân Thạnh của tổng Phong Thạnh, huyện Kiến Phong để lập tổng mới gọi là tổng Phong Thạnh Thượng thuộc hạt Long Xuyên.
Ngày 5 tháng 1 năm 1876, các hạt Thanh tra Long Xuyên và Châu Đốc đổi thành các hạt tham biện Long Xuyên và Châu Đốc. Ngày 1 tháng 1 năm 1900, tất cả các hạt tham biện ở Đông Dương điều thống nhất gọi là "tỉnh", trong đó có tỉnh Long Xuyên và tỉnh Châu Đốc. Tổng Phong Thạnh Thượng lúc bấy giờ thuộc tỉnh Long Xuyên; riêng cù lao Tây thuộc tổng An Phước, tỉnh Châu Đốc.
Năm 1917, thực dân Pháp lập quận Chợ Mới thuộc tỉnh Long Xuyên, gồm 3 tổng trong đó có tổng Phong Thạnh Thượng với 6 làng trực thuộc: An Phú, An Phong, An Thành, Bình Thành, Tân Phú, Tân Thạnh. Sau này, chính quyền thực dân Pháp hợp nhất hai làng An Phú và An Thành thành một làng mới lấy tên là làng Phú Thành. Từ đó, tổng Phong Thạnh Thượng chỉ còn 5 làng trực thuộc.
Sau này, tổng An Phước tách ra để thành lập mới tổng Cù Lao Tây. Năm 1917, tổng Cù Lao Tây thuộc quận Tân Châu, tỉnh Châu Đốc.
Từ ngày 19 tháng 12 năm 1929, thực dân Pháp lập thêm quận Hồng Ngự ở tỉnh Châu Đốc do tách ra từ quận Tân Châu. Lúc này, tổng Cù Lao Tây thuộc quận Hồng Ngự, tỉnh Châu Đốc với 3 làng trực thuộc: Tân Huề, Tân Quới, Tân Long.
Sau Cách mạng tháng Tám năm 1945, Ủy ban Kháng chiến Hành chánh Nam bộ chủ trương bỏ cấp tổng, bỏ đơn vị làng, thống nhất gọi là xã, đồng thời bỏ danh xưng quận, gọi thay thế bằng huyện. Chính quyền Việt Nam Cộng hòa đến năm 1956 cũng thống nhất dùng danh xưng là xã, tuy nhiên vẫn gọi là quận cho đến năm 1975. Huyện Chợ Mới ban đầu vẫn thuộc tỉnh Long Xuyên và huyện Hồng Ngự ban đầu vẫn thuộc tỉnh Châu Đốc. Từ năm 1949 đến 1951, Cù lao Tây thuộc huyện Tân Hồng (hợp nhất hai huyện Tân Châu và Hồng Ngự), tỉnh Long Châu Tiền; đồng thời huyện Chợ Mới cũng thuộc tỉnh Long Châu Tiền. Ngày 27 tháng 6 năm 1951, huyện Chợ Mới và huyện Tân Hồng cùng thuộc tỉnh Long Châu Sa. Đến cuối năm 1954, giải thể huyện Tân Hồng và đồng thời giải thể tỉnh Long Châu Sa. Huyện Chợ Mới trở lại thuộc tỉnh Long Xuyên và huyện Hồng Ngự trở lại thuộc tỉnh Châu Đốc như cũ.

### Giai đoạn 1956 - 1976

#### Việt Nam Cộng hòa
Sau năm 1956, các làng gọi là xã. Ngày 17 tháng 2 năm 1956, chính quyền Việt Nam Cộng hòa tách toàn bộ quận Hồng Ngự (có cả cù lao Tây) ra khỏi tỉnh Châu Đốc và tách tổng Phong Thạnh Thượng ra khỏi quận Chợ Mới, tỉnh Long Xuyên để cùng nhập vào tỉnh Phong Thạnh mới được thành lập. Đến ngày 22 tháng 10 năm 1956, tỉnh Phong Thạnh được đổi tên thành tỉnh Kiến Phong.
Năm 1957, chính quyền Việt Nam Cộng hòa cho thành lập mới quận Thanh Bình thuộc tỉnh Kiến Phong trên phần đất cù lao Tây và tổng Phong Thạnh Thượng trước đó, đồng thời lấy thêm xã An Long trước đó thuộc tổng An Phước, quận Hồng Ngự; quận lỵ đặt tại xã Tân Phú. Quận Thanh Bình ban đầu có 2 tổng: 
- Tổng Phong Thạnh Thượng gồm 6 xã: An Long, An Phong, Bình Thành, Phú Thành, Tân Phú, Tân Thạnh
- Tổng Cù lao Tây gồm 3 xã: Tân Huề, Tân Long, Tân Qưới.

Đến ngày 21 tháng 7 năm 1960, quận lỵ được dời về xã An Phong, đồng thời đổi tên các tổng là Thanh Liêm (tổng Cù lao Tây cũ) và Thanh Khiết (tổng Phong Thạnh Thượng cũ).
Sau năm 1965, cấp tổng bị giải thể, các xã trực thuộc quận. Ban đầu, quận Thanh Bình có 9 xã trực thuộc: An Long, An Phong, Bình Thạnh, Phú Thành, Tân Huề, Tân Long, Tân Phú, Tân Qưới, Tân Thạnh.
Năm 1969, chính quyền Việt Nam Cộng hòa cho lập mới quận Đồng Tiến thuộc tỉnh Kiến Phong trên cơ sở tách phần lớn vùng đất phía đông của quận Thanh Bình hợp với một phần nhỏ đất đai phía bắc hai xã Phong Mỹ và Thiện Mỹ trước đó thuộc quận Cao Lãnh. Đồng thời, các xã mới thuộc quận Đồng Tiến cũng được thành lập.
Phân chia hành chánh các quận Thanh Bình và Đồng Tiến cùng thuộc tỉnh Kiến Phong năm 1970 của chính quyền Việt Nam Cộng hòa:
- Quận Thanh Bình gồm 7 xã: An Phong, Bình Thạnh, Tân Huề, Tân Long, Tân Phú, Tân Qưới, Tân Thạnh
- Quận Đồng Tiến gồm 8 xã: An Long, Phú Cường, Phú Đức, Phú Hiệp, Phú Hưng, Phú Thạnh, Phú Thọ, Phú Yên.

#### Chính quyền Cách mạng
Chính quyền Mặt trận Dân tộc Giải phóng Miền Nam Việt Nam và sau này là Chính phủ Cách mạng lâm thời Cộng hòa Miền Nam Việt Nam cũng phân chia, sắp xếp lại các đơn vị hành chính trong tỉnh như bên chính quyền Việt Nam Cộng hòa.
Cuối năm 1956, chính quyền Cách mạng thành lập tỉnh Kiến Phong.
Đến năm 1957 cũng lập thêm huyện Thanh Bình thuộc tỉnh Kiến Phong có địa giới hành chính trùng với sự sắp xếp của phía chính quyền Việt Nam Cộng hòa.
Ngày 5 tháng 5 năm 1969, chính quyền Cách mạng của tỉnh Kiến Phong thành lập thêm huyện Tam Nông, tương ứng với địa bàn quận Đồng Tiến của chính quyền Việt Nam Cộng hòa lúc bấy giờ. "Tam Nông" vốn là tên một huyện của tỉnh Phú Thọ kết nghĩa với tỉnh Kiến Phong trong thời kỳ đấu tranh chống lại quân đội Hoa Kỳ và chính quyền Việt Nam Cộng hòa ở miền Nam Việt Nam.
Tháng 5 năm 1974, Trung ương Cục miền Nam quyết định giải thể các tỉnh Kiến Phong và An Giang để tái lập các tỉnh Long Châu Tiền và tỉnh Sa Đéc. Lúc này, huyện Thanh Bình và huyện Tam Nông cùng trực thuộc tỉnh Long Châu Tiền cho đến đầu năm 1976.

### Từ năm 1976 đến nay
Tháng 2 năm 1976, huyện Thanh Bình bị giải thể, sáp nhập vào huyện Tam Nông thuộc tỉnh Đồng Tháp.
Ngày 19 tháng 2 năm 1983, Hội đồng Bộ trưởng ban hành Quyết định số 11-HĐBT về việc phân vạch địa giới một số xã của huyện Tam Nông thuộc tỉnh Đồng Tháp như sau:
1. Chia xã Tân Phú thành hai xã lấy tên là xã Tân Phú và xã Tân Mỹ
2. Chia xã Tân Thạnh thành hai xã lấy tên là xã Tân Thạnh và xã Phú Lợi
3. Chia xã Tân Huề thành hai xã lấy tên là xã Tân Huề và xã Tân Hòa
4. Chia xã Phú Thành thành hai xã lấy tên là xã Phú Thành và xã Phú Thọ
5. Chia xã An Long thành ba xã lấy tên là xã An Long, xã An Hòa và xã Phú Ninh.

Ngày 23 tháng 2 năm 1983, Hội đồng Bộ trưởng ban hành Quyết định số 13-HĐBT về việc chia huyện Tam Nông thành hai huyện như sau:
1. Chia huyện Tam Nông thành hai huyện lấy tên là huyện Tam Nông và huyện Thanh Bình
2. Huyện Thanh Bình gồm có các xã An Phong, Bình Thành, Phú Lợi, Tân Hoà, Tân Huề, Tân Long, Tân Mỹ, Tân Phú, Tân Quới, Tân Thạnh. Trụ sở huyện đóng tại xã Tân Phú
3. Địa giới của huyện Thanh Bình ở phía bắc giáp huyện Tam Nông, phía nam giáp sông Tiền Giang, phía đông giáp huyện Cao Lãnh, phía tây giáp sông Tiền Giang.

Ngày 13 tháng 2 năm 1987, Hội đồng Bộ trưởng ban hành Quyết định số 27-HĐBT về việc chia một số xã của huyện Thanh Bình thuộc tỉnh Đồng Tháp như sau:
1. Chia xã Bình Thành thành 2 xã lấy tên là xã Bình Thành và xã Bình Tấn
2. Chia xã Tân Long thành 2 xã lấy tên là xã Tân Long và xã Tân Bình; tách một phần ấp Hạ của xã Tân Qưới để sáp nhập vào xã Tân Bình
3. Chia xã Tân Phú thành 2 đơn vị hành chính lấy tên là xã Tân Phú và thị trấn Thanh Bình.

## Giao thông
Huyện Thanh Bình có hệ thống sông ngòi chằn chịt tạo điều kiện thuận lời cho giao thông đường thủy.Bên cạnh đó riêng tỉnh lộ 30 nằm vắt ngang qua vùng ven tạo thành huyết mạch giao thông đường bộ quan trọng giúp cho nhân dân các vùng đi lại.